# Jeon Ga-eul
Jeon Ga-eul (Koreaans: 전가을) (Paju, 14 september 1988) is een voetbalspeelster uit Zuid-Korea.
Jeon Ga-eul speelde met het Zuid-Koreaans vrouwenvoetbalelftal op het Aziatisch kampioenschap voetbal vrouwen 2014 en het Wereldkampioenschap voetbal vrouwen 2015.
Ook kwam ze uit de op Aziatische Spelen 2010 en Aziatische Spelen 2014.
In 2016 ging Ga-eul naar Amerika om voor Western New York Flash in de NWSL te gaan spelen. Zij was de eerste vrouw uit Zuid-Korea in deze competitie.

## Statistieken
| Seizoen | Club                   | Land       | Competitie | Wedstrijden | Doelpunten |
| ------- | ---------------------- | ---------- | ---------- | ----------- | ---------- |
| 2011    | Incheon Red Angels     | Zuid-Korea | WK-        |             |            |
| 2016    | Western New York Flash | USA        | NWSL       | 2           | 0          |
| 2017/18 | Melbourne Victory      | Australië  | W-L        | 10          | 1          |
| 2019/20 | Bristol City           | Engeland   | WSL        | 2           | 0          |
| 2020/21 | Reading                | Engeland   | WSL        | 4           | 0          |
| Totaal  | Totaal                 | Totaal     | Totaal     | 18          | 1          |

Laatste update: april 2021